# Чемпионат России по прыжкам 2023
Чемпионат России по прыжкам 2023 — соревнование по фигурному катанию на коньках, организуемое Федерацией фигурного катания на коньках России совместно с «Первым каналом». Первое мероприятие состоялось 4 декабря 2022 года в Санкт-Петербурге, в спортивном комплексе «Юбилейный».

## История
Первые прыжковые турниры прошли в 2021 и 2022 году в рамках Кубка Первого канала, в котором также соревновались с короткими и произвольными программами. В 2022 году организаторами было принято решение создать отдельный чемпионат по прыжкам. В первом соревновании был проведён командный и личный турнир. В командном турнире участвовали три команды: «Команда Мишина» (капитан Алексей Мишин), «Команда Плющенко» (капитан Евгений Плющенко) и «Команда Тутберидзе» (капитан Этери Тутберидзе). Победу одержала «Команда Плющенко». В личном турнире участники соревновались на выбывание. Победу одержали Софья Муравьёва среди женщин и Григорий Фёдоров среди мужчин. Призовой фонд первых соревнований составил 10 млн рублей. Ведущими мероприятия стали Алина Загитова и Дмитрий Хрусталёв, корреспондентом — Максим Траньков.

## Участники

### Командный турнир
|                 | Команда Плющенко                                    | Команда Тутберидзе                                    | Команда Мишина                                                           |
| Мужчины         | - Никита Сарновский - Макар Игнатов - Пётр Гуменник | - Арсений Федотов - Дмитрий Алиев - Андрей Мозалёв    | - Михаил Коляда - Евгений Семененко - Глеб Лутфуллин - Александр Самарин |
| Женщины         | - Софья Муравьёва - Вероника Жилина - Софья Титова  | - Камила Валиева - Софья Акатьева - Алиса Двоеглазова | - Елизавета Туктамышева - Софья Самоделкина                              |
| Парное катание  | - Анастасия Мишина и Александр Галлямов             | - Евгения Тарасова и Владимир Морозов                 | - Александра Бойкова и Дмитрий Козловский                                |
| Итоговые оценки | 16 (111,06)                                         | 12 (87,21)                                            | 8 (42,01)                                                                |

### Личный турнир

#### Мужчины
| Место | Фигурист          |   |                  |
| ----- | ----------------- | - | ---------------- |
| Место | Фигурист          | 1 | Григорий Фёдоров |
| 2     | Пётр Гуменник     |   |                  |
| 3     | Глеб Лутфуллин    |   |                  |
| 4     | Евгений Семененко |   |                  |
| 5     | Дмитрий Алиев     |   |                  |
| 6     | Владислав Дикиджи |   |                  |
| 7     | Макар Игнатов     |   |                  |
| 8     | Андрей Мозалёв    |   |                  |
| 9     | Арсений Федотов   |   |                  |
| 10    | Никита Сарновский |   |                  |
| 11    | Александр Самарин |   |                  |
| 12    | Андрей Анисимов   |   |                  |

#### Женщины
| Место | Фигурист          |   |                 |
| ----- | ----------------- | - | --------------- |
| Место | Фигурист          | 1 | Софья Муравьёва |
| 2     | Софья Акатьева    |   |                 |
| 3     | Алиса Двоеглазова |   |                 |
| 4     | Вероника Жилина   |   |                 |
| 5     | Мария Гордеева    |   |                 |
| 6     | Софья Титова      |   |                 |
| 7     | Любовь Рубцова    |   |                 |
| 8     | Анастасия Зинина  |   |                 |
| 9     | Алина Горбачева   |   |                 |
| DSQ   | Камила Валиева    |   |                 |